# ONE PIECE 死亡盡頭的冒險
《ONE PIECE 死亡盡頭的冒險》是於2003年上映的第4部《ONE PIECE》電影版。

## 劇情
魯夫一行人來到漢那巴爾島，吃飯的時候娜美注意到老闆正和某位海賊在做可疑的交易，發現島上原來有個地下賭場，每隔數年，就會舉行一場海盜死亡大賽，地下賭場正在舉辦每年一次的死亡海上競賽，誰能抵達終點便可獲勝，而且今年的獎金高達3億貝里，正為缺錢發愁的娜美，當下決定參賽，為了尋求獎金和冒險的一行參加決定參加這場比賽。
不料比賽開始後，才發現這是曾任海軍的壞蛋嘉斯帕德搞的鬼，他和賭場組頭勾結，故意將大家引到海軍要塞送死，唯有魯夫他們的船逃過一劫，趕去找嘉斯帕德算帳，雙方展開大戰，不料這時旋風來襲，船又即將爆炸，魯夫他們能平安抵達終點嗎？

## 登場人物

### 原作人物
| 角色名稱        | 配音員     | 配音員 |
| 角色名稱        | 日本       | 臺灣   |
| --------------- | ---------- | ------ |
| 蒙其·D·魯夫     | 田中真弓   | 錢欣郁 |
| 羅羅亞·索隆     | 中井和哉   | 宋克軍 |
| 娜美            | 岡村明美   | 許淑嬪 |
| 騙人布          | 山口勝平   | 符爽   |
| 賓什莫克·香吉士 | 平田廣明   | 孫中台 |
| 多尼多尼·喬巴   | 大谷育江   | 錢欣郁 |
| 妮可·羅賓       | 山口由里子 | 許淑嬪 |
| 傑克            | 池田秀一   | 宋克軍 |

### 本作人物
蕭萊亞·巴斯庫德（Shuraiya Bascùd）
聲：宮本充（日本）；宋克軍、錢欣郁〈童年〉（台灣）
賞金獵人，外號「 海盜劊子手 」（海盜処刑人），為阿黛兒的哥哥。
他的故鄉在8年前被嘉斯帕德海賊團襲擊，家人和朋友都慘遭殺害，對嘉斯帕德報仇成了他最大的目標。
穴熊（Adelle）
聲：酒井美紀（日本）；許淑嬪（台灣）
畢耶拉的助手，為了幫病倒的畢耶拉籌藥錢而計劃殺海賊奪取人頭賞金，潛入「前進梅利號」結果被發現，本來認為活著是件無意義的事，因為看到魯夫的他們的生活而改變信念，變得想積極生存下去。
本名“阿黛兒·巴斯庫德”，是蕭萊亞失散8年前的妹妹。在畢耶拉的撫養下長大，外觀和言行舉止都很像個少年。
畢耶拉（Biera）
聲：永井一郎（日本）；孫中台（台灣）
“沙拉曼達號”上的燒鍋爐老人，嘉斯帕德的手下私底下戲稱他為“土撥鼠老頭”。

#### 嘉斯帕德海賊團
海賊船是少見的蒸汽船“沙拉曼達號”，船頭為黃金色的大蛇，旗幟是被畫一個大叉的海軍標誌。
嘉斯帕德（Gasparde）
聲優：石田太郎（日本）；孫中台（台灣）
嘉斯帕德海賊團船長，原所屬海軍本部，當時他搶走了隊上的軍艦並叛逃海外，是個被稱為「海軍最大汙點」的卑劣漢。懸賞金額：9,500萬貝里。
超人系「黏黏糖果實」（アメアメの実）能力者，麥芽糖人，能將身體化為麥芽糖狀，一般物理攻擊都對他沒用，但只要沾上了麵粉變成固體狀。
在漢那巴爾每年舉辦的死亡大賽中，他是萬眾矚目的人氣王。用詭計把「漢那巴爾死亡大賽」參加者的記錄指針偷偷換上海軍要塞的記錄指針，導致大量海賊被殺，最後被魯夫以「橡膠火箭砲」撃敗。
- 死亡之棘：嘉斯帕德最強的招式，使全身變成荊棘衝向敵人。

尼德斯（Needless）
聲優：小杉十郎太（日本）；符爽（台灣）
嘉斯帕德的親信，身上有刺青的男人，速度奇快，武器是掛在兩手的鐵爪。懸賞金額：5,700萬貝里。
在船上與蕭萊亞·巴斯庫德的戰鬥中兩敗俱傷，最後被蕭萊亞以鐵鍬打落下海。

#### 死亡大賽參賽者
威利（Willy）
聲優：小杉十郎太（日本）；宋克軍（台灣）
威利海賊團船長，虎鯨魚人。懸賞金額：2,000萬貝里。「漢那巴爾死亡大賽」2號人物，原屬於魚人海賊團，同時也是『鋸齒』惡龍的死對頭。在大賽中段找嘉斯帕德挑戰，之後就沒了下文（估計是已經戰敗）。
是原作、動畫版中所沒有的「哺乳類型」魚人。
波比&波哥（Bobby、Pogo）
聲優：郷里大輔&稲田徹（日本）；孫中台&宋克軍（台灣）
巨人族的兩位漁夫，「漢那巴爾死亡大賽」3號人物。
畢加羅（Bigalo）
聲優：服卷浩司（日本）；符爽（台灣）
海賊船長。外號「處刑人」畢加羅（縛り首のビガロ）。懸賞金額：1,490萬貝里。
AAA（A A A）
聲優：青野武（日本）；符爽（台灣）
海賊船長。懸賞金額：220萬貝里。

#### 漢那巴爾島
老闆（Bartender）
聲優：青野武（日本）；符爽（台灣）
酒吧老闆，為「漢那巴爾死亡大賽」的引導者。
莊家（Bookie）
聲優：鄉里大輔（日本）；宋克軍（台灣）
「漢那巴爾死亡大賽」的莊家組頭。

#### 海軍G-8支部
德雷克（Drake）
聲優：竹本英史（日本）；宋克軍（台灣）
海軍G-8支部少校，在本作於開頭及結尾登場，企圖捉拿草帽海賊團。後來於電視版【G-8要塞】篇再次出場。

## 工作人員
- 原作：尾田榮一郎
- 監督：宇田鋼之介
- 劇本：菅良幸
- 人物設計‧作畫監督：小泉昇
- 美術導演：吉池隆司
- 音樂：田中公平、濱口史郎

## 音樂
「sailing day」
作詞・作曲：藤原基央；編曲：BUMP OF CHICKEN；歌：BUMP OF CHICKEN

## 相關事件
2003年1月24日，當時擔任《週刊少年Jump》編輯長的高橋俊昌出席東京灣內的船上製作發表會時，因蛛網膜下腔出血而突然昏倒，緊急送往聖路加國際醫院後仍不治逝世。

## 外部連結
- 官方網站（页面存档备份，存于）